# Vol vers l'infini
Vol vers l'infini (titre original : Outbound Flight) est un roman de science-fiction de Timothy Zahn situé dans l'univers étendu de Star Wars. Publié aux États-Unis par Del Rey Books en 2006, puis traduit en français et publié par les éditions Fleuve noir en 2007,, il se déroule en l'an 27 av. BY soit entre les films Star Wars, épisode I : La Menace fantôme et Star Wars, épisode II : L'Attaque des clones.

## Résumé
Cinq ans avant le déclenchement de la Guerre des clones, le maître Jedi Jorus C'Baoth demande au Sénat de subventionner son projet ambitieux, une expédition visant à coloniser les régions inconnues de la galaxie. Si, dans un premier temps, le gouvernement bureaucrate s'y oppose, C'Baoth réussit finalement à gagner le crédit politique dont il a besoin pour réaliser son rêve et organiser le vol vers l'infini.
Ce que le maître ignore encore, c'est que le maléfique Dark Sidious s'intéresse de très près à cette mission. Une fois dans l'espace, le Jedi devra non seulement lutter contre cet ennemi redoutable mais encore se soustraire aux attaques de Thrawn, un alien d'une intelligence peu commune.
C'Baoth, qui pensait partir pour un simple voyage de reconnaissance, se retrouve pris dans une guerre dont l'enjeu se révèle être sa propre survie...

## Personnages
Les personnages figurant dans le roman incluent :
- Palpatine
- Kinman Doriana
- Commandant Mitth'raw'nuruodo / Thrawn
- Amiral Ar'alani
- Aristocra Chaf'orm'bintrano
- Syndic Mitth'ras'safis
- Le Maître Jedi Jorus C'baoth
- Le chevalier Jedi Lorana Jinzler
- Obi-Wan Kenobi
- Anakin Skywalker
- Mace Windu
- Jorj Car'das
- Dubrak "Rak" Qennto
- Maris Ferasi
- Comte Dooku (mentionné uniquement)
- Yoda (mentionné uniquement)
- Qui-Gon Jinn (mentionné uniquement)
- Dark Maul (mentionné uniquement)
- Padmé Amidala (mentionnée uniquement)

## Commentaires
Ce volume peut être considéré comme le deuxième tome d'un diptyque écrit par Timothy Zahn dont le premier tome est Une question de survie qui se déroule en 22 ap. BY et qui n'est paru qu'en grand format chez Presses de la Cité.